# Voxan Scrambler
La Voxan Scrambler è una motocicletta costruita dalla casa motociclistica francese Voxan dal 2001 al 2007.

## Descrizione
Annunciata nel 1998 e presentata nel 2001, monta un motore bicilindrico a V di 72° a quattro tempi dalla cilindrata di 996 cm³(alesaggio 98 x 66 mm di corsa) con distribuzione bialbero a 8 valvole che sviluppa 85 cavalli a 7500 giri/min, alimentata da un sistema ad iniezione elettronica.
Le sospensioni si compongono all'anteriore da una forcella telescopica e al posteriore da mono ammortizzatore. Il sistema frenante è composto da due dischi flottanti all'anteriore e da un disco fisso al posteriore.
Alla fine del 2003 è arrivata una versione aggiornata chiamata la Street Scrambler. Se l'estetica rimane pressoché la stessa, le modifiche principali avvengono a livello di motore. Grazie all'adozione di nuovi alberi a camme, un'iniezione elettronica con copri farfallati da 54 mm di diametro, un nuovo air box, la potenza raggiunge i 100 CV. Per migliorare la maneggevolezza, le sospensioni e i cerchi sono ripresi dalla Cafe Racer; lo stesso vale per i dischi freno anteriori da 320 mm di diametro con pinze a 4 pistoncini.
Una versione denominata Scrambler Voyager ha esordito nel 2005 e offre di serie il cupolino e un bauletto.